# 건즈 아킴보
《건즈 아킴보》(영어: Guns Akimbo)는 2019년 공개된 뉴질랜드와 영국의 액션 코미디 영화로, 대니얼 래드클리프와 사마라 위빙의 주연작이다. 감독은 제이슨 레이 하우든이다. 제목의 '아킴보'는 양손에 권총을 든 사격 자세를 가리킨다.
2019년 9월 토론토 영화제에서 처음 공개되었고, 이듬해인 2020년 4월 15일 대한민국에 개봉한다.

## 줄거리
가까운 미래, 스키즘이라는 지하 격투 클럽이 범죄자들의 데스매치를 실시간 스트리밍하며 큰 인기를 얻는다. 평범한 컴퓨터 프로그래머 마일스는 스키즘 포럼에서 살인을 엔터테인먼트로 소비하는 사람들을 비난한다. 스키즘의 수장인 릭터는 마일스의 아파트를 습격해 그를 폭행하고 약물에 취하게 한 후, 양손에 총을 박아 넣어 강제로 스키즘 게임에 참여시킨다. 마일스는 스키즘의 최강 킬러 닉스와 대결해야 하는 상황에 놓인다. 닉스는 게임에서 벗어나고 싶어하지만 릭터는 그녀에게 마일스를 죽여야만 나갈 수 있다고 한다.
닉스는 마일스의 휴대폰을 추적하고, 마일스는 그녀와 대화를 시도하지만 실패한다. 닉스는 마일스를 공격하고, 마일스는 겨우 도망친다. 경찰에 도움을 요청하려 하지만 실패하고, 전 여자친구 노바에게 상황을 알리지만 그녀는 공포에 질려 도망친다. 이후 노바는 경찰에 신고하고, 경찰은 노바의 휴대폰을 해킹해 마일스를 추적한다. 마일스는 노숙자에게 도움을 받고, 친구에게 스키즘 추적 악성 코드를 제거해달라고 부탁한다.
마일스는 직장 상사의 무례한 태도에 분노하고, 그 순간 닉스가 나타나 사무실을 공격한다. 마일스는 훔친 차로 탈출하고, 닉스는 오토바이로 추격한다. 다시 한번 닉스와의 대화에 실패한 마일스는 노바에게 전화를 걸지만, 릭터가 노바를 납치하는 것을 목격한다. 마일스는 경찰에 신고 후 자신의 휴대폰을 폐차장에 버려 위치를 알리고, 우연히 두 갱단의 마약 거래를 방해하게 된다. 닉스가 나타나 갱들을 공격하는 와중에 마일스는 실수로 처음으로 사람을 죽인다.
경찰은 마일스를 체포하고, 형사들은 닉스를 잡기 위해 그를 미끼로 사용하려던 계획을 밝힌다. 형사 중 한 명은 닉스가 자신의 딸이며, 릭터가 과거 복수를 위해 자신의 가족을 공격해 아내와 아들을 잃고 닉스만 구했다는 사실을 말한다. 하지만 다른 형사가 릭터의 스파이였고, 그 형사는 동료 형사를 죽인다. 릭터는 마일스에게 30분 안에 닉스를 죽이지 않으면 노바를 죽이겠다고 협박한다.
마일스는 휴대폰을 되찾고 게임 커뮤니티에서 자신이 '건즈 아킴보'라는 이름으로 유명해졌다는 것을 알게 된다. 노바의 위치를 알아내 찾아갔지만 릭터가 기다리고 있었고, 마일스는 친구의 시체를 보고 절망한다. 마일스는 닉스를 만나 릭터가 그녀의 아버지를 죽이고 노바를 납치한 사실을 알린다. 복수를 결심한 닉스는 마일스와 함께 스키즘 카메라에 연출된 장면을 보여주기로 한다. 닉스는 마일스를 죽이는 척하고, 마일스는 방탄조끼를 입고 살아남아 릭터의 은신처로 이동한다. 닉스와 함께 릭터의 부하들을 제압하지만 닉스는 자폭해 죽고, 릭터는 노바를 데리고 옥상으로 도망친다.
마일스는 릭터와 싸워 결국 그를 죽이지만, 릭터는 스키즘이 전 세계로 확산될 것이라고 말한다. 마일스는 출혈 과다로 쓰러지면서 노바와의 재회를 상상하지만, 현실의 노바는 마일스의 모습에 공포를 느낀다. 시간이 흐른 후, 마일스는 상처를 입은 채 노바가 자신들의 이야기를 기반으로 영웅 만화를 만들었다는 것을 알게 된다. 스키즘이 새로운 리더십 아래 세계적으로 확산되자, 마일스는 스키즘을 파괴하기로 결심한다.

## 출연진
- 대니얼 래드클리프 - 마일스 리 해리스
- 사마라 위빙 - 닉스 디그레이브스
- 나타샤 류 보르디초 - 노바 알렉산더
- 네드 데네히 - 릭터
- 그랜트 바울러 - 디그레이브스 형사
- 에드윈 라이트 - 스탠턴
- 리스 다비 - 글렌저민
- 마일로 코손 - 해들리
- 리처드 놀스 - 잰더
- 마크 롤리 - 데인
- 레이철 오포리 - 에피
- 콜린 모이 - 클라이브
- 하나코 푸트먼 - 루비
- 세트 셰스트란 - 퍽페이스
- J. 데이비드 힌지 - CNN 앵커
- 잭 리디퍼드 - 섀드웰